# Venturia montana
Venturia montana är en stekelart som beskrevs av Maheshwary 1977. Venturia montana ingår i släktet Venturia och familjen brokparasitsteklar. Inga underarter finns listade i Catalogue of Life.